# Kamini Kaushal
Kamini Kaushal (nascida Uma Kashyap; 16 de janeiro ou 24 de fevereiro de 1927) é uma atriz indiana que trabalhou em filmes e televisão em hindi. Ela é conhecida por seus papéis em filmes como Neecha Nagar (1946), que ganhou a Palme d'Or 1946 (Palma de Ouro) no Festival de Cannes e Biraj Bahu (1954), que lhe rendeu o Prêmio Filmfare de Melhor Atriz em 1956.
Ela interpretou a heroína principal em filmes de 1946 a 1963, onde seus papéis em Do Bhai (1947), Shaheed (1948), Nadiya Ke Paar (1948), Ziddi (1948), Shabnam (1949), Paras (1949), Namoona (1949), Arzoo (1950), Jhanjar (1953), Aabroo (1956), Bade Sarkar (1957), Jailor (1958), Night Club (1958) e Godaan (1963) são consideradas as melhores atuações de sua carreira. Ela desempenhou papéis de personagem desde 1963 e foi aclamada pela crítica por sua atuação em Shaheed (1965). Ela apareceu em três filmes de Rajesh Khanna, nomeadamente Do Raaste (1969), Prem Nagar (1974), Maha Chor (1976), em Anhonee (1973) com Sanjeev Kumar e em oito filmes com Manoj Kumar nomeadamente Shaheed, Upkar (1967), Purab Aur Paschim (1970), Shor (1972), Roti Kapda Aur Makaan (1974), Sanyasi (1975), Dus Numbri (1976) e Santosh (1989). Na década de 2010, ela assumiu papéis coadjuvantes breves, mas elogiados, na comédia de ação Chennai Express (2013) e no drama romântico Kabir Singh (2019), ambos classificados entre os filmes indianos de maior bilheteria, ganhando o Screen Award de Melhor Atriz Coadjuvante e uma indicação ao Prêmio Filmfare de Melhor Atriz Coadjuvante por este último.

## Vida pregressa
Kamini Kaushal nasceu em Lahore. Ela é a mais nova de dois irmãos e três irmãs. Ela é filha do Prof. Shiv Ram Kashyap, professor de botânica da Universidade de Punjab em Lahore, Índia Britânica (atual Paquistão ), e tinha uma casa na área de Chaubarji, em Lahore. O Prof. Kashyap é amplamente considerado o pai da botânica indiana. Seu pai era um botânico renomado que descobriu seis espécies de plantas. Ela tinha apenas sete anos quando seu pai morreu em 26 de novembro de 1934. Ela obteve seu bacharelado (com honras) em literatura inglesa pelo Government College em Lahore. Ela recebeu uma oferta para atuar em filmes através de Chetan Anand em 1946 com Neecha Nagar.
Falando sobre sua adolescência, ela disse em uma entrevista: “Eu não tinha tempo para brincar." Quando sua irmã mais velha morreu em um acidente de carro, deixando para trás duas filhas, Kaushal teve que se casar com seu cunhado, BS Sood, em 1948. Ela se estabeleceu em Bombaim, onde seu marido era engenheiro-chefe no Bombay Port Trust. As filhas de sua irmã mais velha são Kumkum Somani e Kavita Sahni. Kumkum Somani escreveu um livro para crianças sobre a filosofia de Gandhi e Kavita Sahni é uma artista. Kamini teve três filhos depois de 1955, Rahul, Vidur e Shravan.
Na década de 1950, o casal morava em uma espaçosa casa senhorial "Gateside" em Mazagaon, uma ilha em Bombaim (Índia), que foi cedida ao marido pelo BPT.

## Carreira
Kamini foi atriz de teatro em Delhi durante a faculdade, de 1942 a 1945. Ela trabalhou como artista infantil de rádio com o nome "Uma" em Lahore antes da Partição, de 1937 a 1940. Em uma entrevista sobre se queria ser atriz na infância, ela disse: “Venho de uma família muito intelectual. Meu pai, SR Kashyap, foi professor no Government College, em Laore, e presidente do Congresso de Ciências. Escreveu quase 50 livros sobre botânica. Quando criança, nossa família se concentrou mais no conhecimento, mas ele nunca nos impediu de fazer o que queríamos, desde que fosse positivo." Embora ela não sonhasse em ingressar na indústria cinematográfica, ela era fã do ator Ashok Kumar. Certa vez, ela disse em uma entrevista: "Devíamos nos apresentar para o fundo de ajuda à guerra na faculdade. Ashok Kumar e Leela Chitins eram os principais convidados. Depois do show, fomos encontrá-lo. Pensei em me divertir um pouco. Enquanto ele conversava com os alunos, puxei o cabelo dele por trás."
Chetan Anand deu a ela o papel da heroína principal em seu filme Neecha Nagar. Este filme foi feito por ela antes do casamento e lançado em 1946. Quando questionada sobre o motivo de seu nome ter sido mudado de Uma para Kamini: “A esposa de Chetan, Uma Anand, também fez parte do filme. Me deu um nome começando com 'K' para combinar com os nomes de minhas filhas Kumkum e Kavita." Ela ganhou um prêmio no Festival de Cinema de Montreal por sua atuação em seu filme de estreia.
| “                | "Ravi Shankar era novo, ele não tinha feito música para ninguém. Foi a estreia de Zohra Segal. Uma Anand (esposa de Chetan) estava conosco na faculdade - estávamos juntos. Chetan estava lecionando na The Doon School e chegou até mim através do meu irmão." | ” |
| — Kamini Kaushal | |   |

Depois de Neecha Nagar, ela voltou para Laore, mas começaram a chegar ofertas, por isso ela costumava vir de Laore para fotografar. Após seu casamento repentino, em 1947, ela se estabeleceu em Bombaim com o marido. Ela se tornou a primeira heroína principal a continuar trabalhando como heroína principal do cinema depois de seu casamento. Kamini foi uma das primeiras heroínas bem educadas no cinema hindi (ela possui bacharelado em inglês). Ela aprendeu Bharatnatyam no Sri Rajarajeswari Bharata Natya Kala Mandir de Mumbai, onde o Guru TK Mahalingam Pillai, decano entre os nattuvanars, ensinou. Desde 1948, Kamini Kaushal trabalhou com todos os principais protagonistas de seu tempo, como Ashok Kumar, Raj Kapoor, Dev Anand, Raaj Kumar e Dilip Kumar. Em todos os filmes em que ela foi heroína principal, exceto quando contracenou com Ashok Kumar, no período de 1947 a 1955, seu nome costumava aparecer primeiro nos créditos, inclusive antes do herói principal. Sua dupla com Dilip Kumar foi popular entre o público, rendendo sucessos de bilheteria como Shaheed (1948), Pugree, Nadiya Ke Paar (1949), Shabnam (1949) e Arzoo (1950). Sua popularidade como atriz aumentou com Do Bhai (1947), do Filmistan, auxiliada pelo canto apaixonado de Geeta Roy de canções como "Mera sundar sapna", que, aliás, foi filmada em um único take. Kamini contracenou com Dev Anand em seu primeiro sucesso, a produção do romance Bombay Talkies, Ziddi (1948). A dupla seguiu com Namoona. Kamini jogou o terceiro ângulo para a dupla Dev-Suraiya em Shayar. Na estreia de Raj Kapoor como diretor, Aag (1948), ela fez uma participação especial como uma de suas três heroínas (Nargis e Nigar foram as outras duas), cuja relação com o herói não frutifica. Ela também estrelou com Raj Kapoor em Jail Yatra.
Kamini Kaushal foi a primeira heroína principal para quem Lata Mangeshkar cantou e foi para o filme Ziddi, em 1948. Kamini citou em entrevista: "Lata cantou para mim em Ziddi pela primeira vez. Foi a primeira vez que ela cantou para a protagonista de um filme. Antes disso, ela cantou para atrizes em papéis coadjuvantes. Shamshad Begum e Surinder Kaur - cujas vozes eram mais graves - costumavam cantar minhas músicas. Nos créditos musicais do disco, o nome de Lata não foi mencionado. Em vez disso, foi mencionado que Asha cantava as músicas — Asha era meu nome de tela (no filme Ziddi). Isso é por que as pessoas pensaram que eu tinha cantado. Os cantores de playback - Kishore Kumar e Lata Mangeshkar gravaram seu primeiro dueto - "Ye Kaun Aya Re" juntos no filme Ziddi, de 1948.
Seus outros filmes de sucesso como heroína principal em filmes de 1946 a 1963 incluem Paras (1949), Namoona, Jhanjar, Aabru, Night Club, Jailor, Bade Sarkar, Bada Bhai, Poonam e Godaan. Kamini tornou-se produtora e assinou com o então ídolo da matinê Ashok Kumar em Poonam and Night Club. Ela fez papéis alegres em Chalis Baba Ek Chor (1954) e também fez papéis sérios em tragédias como Aas, Ansoo e Jailor. Em Jailor (1958), dirigido por Sohrab Modi, Kamini teve uma atuação arrepiante como a esposa de Modi, que é levada ao adultério por sua tirania implacável. Trilok Jetley, que adotou na tela a famosa história Godaan de Premchand, suspendeu seu filme, enquanto Kamini estava grávida de seu segundo filho, porque queria aproveitar a suavidade de sua voz. Pandit Ravi Shankar compôs a trilha sonora de seu primeiro (Neecha Nagar, em 1946) e último (Godaan, em 1963) filmes como heroína.
Em 1965, ela passou a interpretar papéis de personagens em um filme chamado Shaheed. Ela fez a transição com muita facilidade. Suas atuações foram apreciadas em Waris, Vishwas, Yakeen, Aadmi Aur Insaan, Uphaar, Qaid, Bhanwar, Tangewala e Heeralaal Pannalaal. Como artista de personagens, ela participou de sete filmes de Manoj Kumar - Shaheed, Upkar, Purab Aur Paschim, Sanyasi, Shor, Roti Kapda Aur Makaan, Dus Numbari e Santosh (1989). Kaushal teve uma longa passagem pelo cinema com lançamentos até 2014. Ela surpreendeu o público ao interpretar uma vampira mercenária com desenvoltura, no filme Anhonee (1973). Kamini Kaushal interpretou a mãe de Rajesh Khanna, em Prem Nagar (1974) e em Maha Chor (1976) e como cunhada de Khanna, em Do Raaste.
Dilip Kumar, em sua biografia, admitiu sua atração por ela enquanto atuavam juntos, mas Kamini rejeitou a proposta porque ela já era casada com o viúvo de sua irmã mais velha e cuidava de seus filhos. Dilip disse que ela foi seu primeiro amor. Kamini mencionou que: "Nós dois estávamos arrasados. Estávamos muito felizes um com o outro. Compartilhamos um ótimo relacionamento. Mas o que fazer? A vida é assim. Não posso largar as pessoas e dizer 'Já chega, eu estou indo!' Eu tinha assumido as meninas. Não poderia mostrar meu rosto para minha irmã. Meu marido, um ótimo ser humano, entendeu por que isso aconteceu. Todo mundo se apaixona."
Ela fez um popular show de marionetes transmitido no canal nacional da época, "Doordarshan", que durou um ano (1989 a 1991), e foi a primeira série infantil em hindi. Ela começou a escrever histórias infantis. Suas histórias costumavam ser publicadas na revista infantil Paraag, apresentando as travessuras de 'Bunty', e 'Chotbhai' e 'Motabhai' - que eram todas vagamente baseadas em seu próprio filho e em seu primo. Ela se interessou por televisão, fazendo seriados como Chand Sitare em Doordarshan. Em 1986, Kaushal fez um filme de animação, Meri Pari.
Ela apareceu em The Jewel in the Crown (1984), uma popular série de televisão britânica, como tia Shalini.
Kaushal trabalhou no popular seriado Shanno Ki Shaadi, no StarPlus. Ela interpretou Bebe, a avó de Shanno, protagonista principal interpretada por Divya Dutta. Ela também atuou na série de TV Waqt Ki Raftaar, dos irmãos Sri Adhikari (DD National).
| “                | "Junto com apenas algumas heroínas indianas como Saroja Devi, Bhanumathi Ramakrishna, Sowcar Janaki, Mala Sinha, Moushumi Chatterjee, Padmini e Sharmila Tagore, fomos as poucas que se casaram cedo e tiveram sucesso na indústria cinematográfica mesmo depois de nossos casamentos e também levamos uma vida feliz em nossos casamentos." | ” |
| — Kamini Kaushal | |   |

## Prêmios
- 1956: Prêmio Filmfare de Melhor Atriz: Biraj Bahu
- 1964: Prêmio BFJA de Melhor Atriz Coadjuvante (Hindi): Shaheed
- 2011: Prêmio Kalakar: Prêmio pelo conjunto de sua obra
- 2013: Prêmio de Excelência Kalpana Chawla[16]
- 2015: Prêmio Filmfare pelo conjunto de sua obra[17]
- 2015: 100 Mulheres da BBC[18]
- 2020: Prêmio de Cinema de Melhor Atriz Coadjuvante: Kabir Singh
- 2020: Prêmio Filmfare de Melhor Atriz Coadjuvante: Kabir Singh (nomeado)

## Filmografia
| Filmes como atriz | Filmes como atriz               | Filmes como atriz                                                       | Filmes como atriz |
| Ano               | Título                          | Papel                                                                   | Notas             |
| ----------------- | ------------------------------- | ----------------------------------------------------------------------- | ----------------- |
| 1946              | Neecha Nagar                    | Roopa                                                                   |                   |
| 1947              | Jail Yatra                      |                                                                         |                   |
| 1947              | Do Bhai                         |                                                                         |                   |
| 1948              | Aag                             | Nirmala                                                                 |                   |
| 1948              | Shaheed                         | Sheela                                                                  |                   |
| 1948              | Pugree                          |                                                                         |                   |
| 1948              | Nadiya Ke Par                   | Phoolwa                                                                 |                   |
| 1948              | Ziddi                           | Asha                                                                    |                   |
| 1949              | Shair                           | Beena                                                                   |                   |
| 1949              | Shabnam                         | Shanti                                                                  |                   |
| 1949              | Rakhi                           |                                                                         |                   |
| 1949              | Paras                           | Geeta                                                                   |                   |
| 1949              | Namoona                         |                                                                         |                   |
| 1950              | Arzoo                           | Kamini                                                                  |                   |
| 1951              | Bikhre Moti                     |                                                                         |                   |
| 1952              | Poonam                          |                                                                         |                   |
| 1953              | Shahenshah                      | Princesa Noor                                                           |                   |
| 1953              | Raja Ratan                      |                                                                         |                   |
| 1953              | Jhanjhar                        |                                                                         |                   |
| 1953              | Aansoon                         |                                                                         |                   |
| 1953              | Aas                             | Asha                                                                    |                   |
| 1954              | Chalis Baba Ek Chor             |                                                                         |                   |
| 1954              | Biraj Bahu                      | Biraj Chakravarty                                                       |                   |
| 1954              | Sangam                          |                                                                         |                   |
| 1954              | Radha Krishna                   |                                                                         |                   |
| 1956              | Aabru                           |                                                                         |                   |
| 1957              | Bade Sarkar                     | Rashmi                                                                  |                   |
| 1957              | Bada Bhai                       |                                                                         |                   |
| 1958              | Night Club                      |                                                                         |                   |
| 1958              | Jailor                          | Kamal                                                                   |                   |
| 1958              | Great Show of India             |                                                                         |                   |
| 1959              | Bank Manager                    |                                                                         |                   |
| 1963              | Godaan                          | Jhuniya                                                                 |                   |
| 1965              | Shaheed                         | Senhora Kishan Singh                                                    |                   |
| 1965              | Janam Janam Ke Saathi           |                                                                         |                   |
| 1965              | Bheegi Raat                     | Pushpa                                                                  |                   |
| 1967              | Upkaar                          | Radha                                                                   |                   |
| 1968              | Aanchal Ke Phool                | Maya                                                                    |                   |
| 1969              | Vishwaas                        |                                                                         |                   |
| 1969              | Meri Bhabhi                     | Shanti                                                                  |                   |
| 1969              | Ek Shriman Ek Shrimati          | Rama                                                                    |                   |
| 1969              | Aadmi Aur Insaan                | Senhora Khanna                                                          |                   |
| 1969              | Do Raaste                       | Madhavi Gupta                                                           |                   |
| 1969              | Waris                           | Rukmini                                                                 |                   |
| 1969              | Beti                            | Senhora Verma                                                           |                   |
| 1969              | Yakeen                          |                                                                         |                   |
| 1970              | Yaadgaar                        | Mãe de Bhanu                                                            |                   |
| 1970              | Purab Aur Paschim               | Mãe de Bharat                                                           |                   |
| 1970              | Ishq Par Zor Nahin              |                                                                         |                   |
| 1970              | Heer Raanjha                    |                                                                         |                   |
| 1970              | Dharti                          |                                                                         |                   |
| 1971              | Uphaar                          | Mãe de Anup                                                             |                   |
| 1971              | Bikhre Moti                     | Sulochana                                                               |                   |
| 1972              | Tangewala                       | Laxmi                                                                   |                   |
| 1972              | Shor                            | Mãe de Shankar                                                          |                   |
| 1972              | Haar Jeet                       |                                                                         |                   |
| 1973              | Ek Mutthi Aasmaan               |                                                                         |                   |
| 1973              | Anhonee                         |                                                                         |                   |
| 1974              | Roti Kapda Aur Makaan           | Mãe de Bharat                                                           |                   |
| 1974              | Prem Nagar                      |                                                                         |                   |
| 1975              | Do Jhoot                        |                                                                         |                   |
| 1975              | Sanyasi                         | Mãe de Champa                                                           |                   |
| 1975              | Qaid                            | Mãe de Jai                                                              |                   |
| 1975              | Apne Rang Hazaar                | Mãe de Sunil                                                            |                   |
| 1976              | Nehle Pe Dehla                  |                                                                         |                   |
| 1976              | Maha Chor                       |                                                                         |                   |
| 1976              | Kabeela                         |                                                                         |                   |
| 1976              | Dus Numbri                      | Mãe de Arjun                                                            |                   |
| 1976              | Bhanwar                         | Rosy D'Souza, Mãe de Roopa                                              |                   |
| 1976              | Do Shatru                       |                                                                         |                   |
| 1977              | Chandi Sona                     |                                                                         |                   |
| 1977              | Gyanji                          |                                                                         |                   |
| 1978              | Swarg Narak                     | Mãe de Vinod                                                            |                   |
| 1978              | Rahu Ketu                       | Chandramukhi                                                            |                   |
| 1978              | Heeralal Pannalal               |                                                                         |                   |
| 1978              | Dil Aur Deewaar                 |                                                                         |                   |
| 1978              | Ahutee                          |                                                                         |                   |
| 1979              | Bagula Bhagat                   |                                                                         |                   |
| 1979              | Ahinsa                          |                                                                         |                   |
| 1980              | Takkar                          |                                                                         |                   |
| 1987              | Jalwa                           |                                                                         |                   |
| 1987              | Gulami Ki Zanjeerain            |                                                                         |                   |
| 1989              | Santosh                         | Shanti                                                                  |                   |
| 1991              | Deshwasi                        |                                                                         |                   |
| 1992              | Hamshakal                       | Mãe de Sunil                                                            |                   |
| 1993              | Gumrah                          | Mãe de Sharda                                                           |                   |
| 1990s             | Children series for Doordarshan | Khel Khilone, Chaat Pani, Chand Sitare, Chandamama, Hari Bhari Phulwari |                   |
| 2000              | Har Dil Jo Pyar Karega          | Biji                                                                    |                   |
| 2003              | Chori Chori                     | Beeji                                                                   |                   |
| 2003              | Hawayein                        |                                                                         |                   |
| 2007              | Laaga Chunari Mein Daag         | Avó de Rohan e de Vivaan                                                |                   |
| 2013              | Chennai Express                 | Neetu Mithaiwala, avó de Rahul                                          |                   |
| 2019              | Kabir Singh                     | Avó de Kabir                                                            |                   |
| 2022              | Laal Singh Chaddha              | Participação especial                                                   |                   |